# Liste der Gemeindeverbände im Département Ain
Das Département Ain liegt in der Region Auvergne-Rhône-Alpes in Frankreich. Es untergliedert sich in 17 Gemeindeverbände.
Siehe auch: Liste der Gemeinden im Département Ain

## Gemeindeverbände

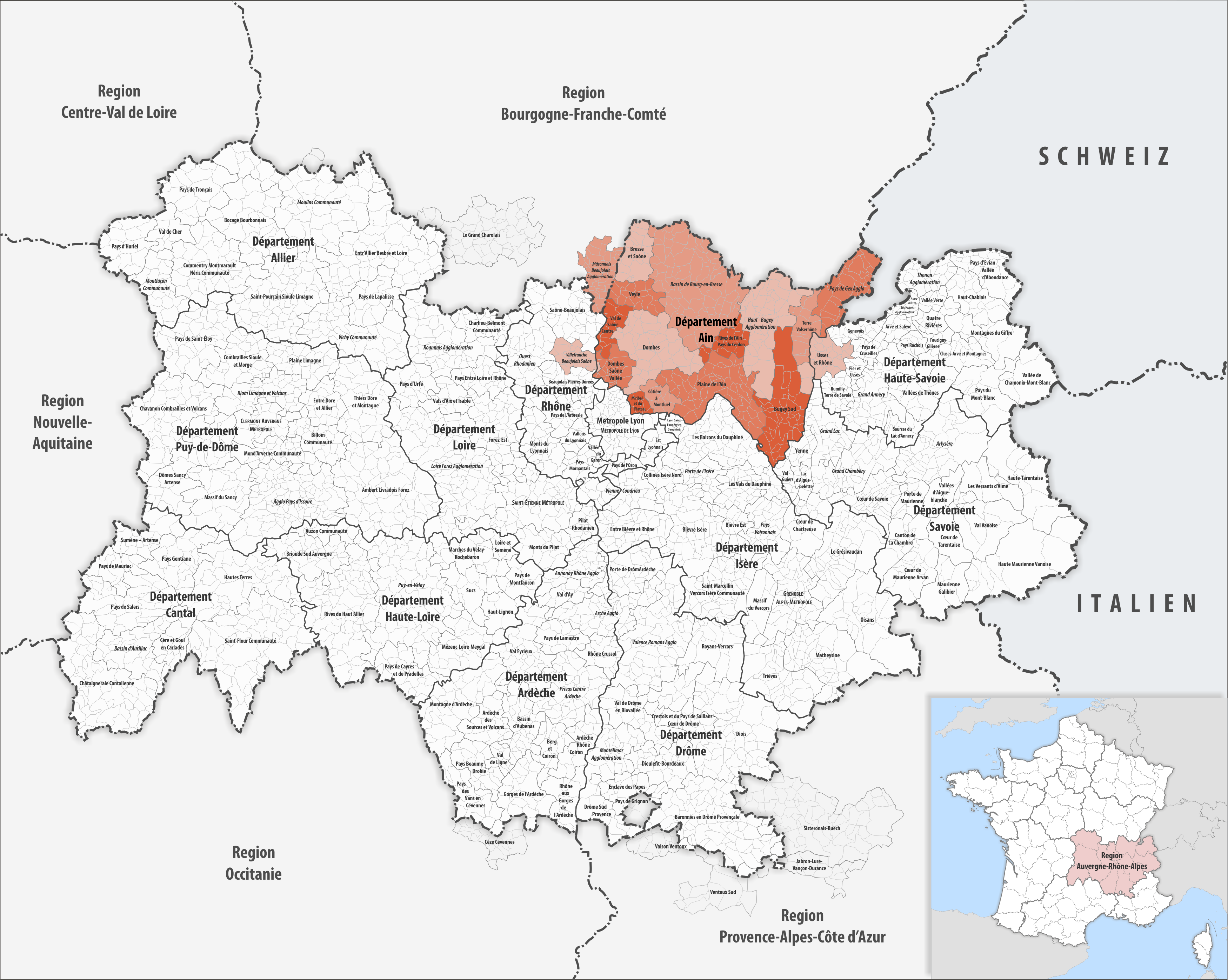
Gemeindeverbände im Département Ain 2023

| Gemeindeverband                    | Gemeinden im Départ./Verband | Einwohner 1. Januar 2022 | Fläche km² | Dichte Einw./km² | SIREN- Nummer | Rechtsform                 | Gründungsdatum    |
| ---------------------------------- | ---------------------------- | ------------------------ | ---------- | ---------------- | ------------- | -------------------------- | ----------------- |
| Bassin de Bourg-en-Bresse          | 74/74                        | 135.794                  | 1.236,83   | 110              | 200 071 751   | Communauté d’agglomération | 16. Dezember 2016 |
| Bresse et Saône                    | 20/20                        | 25.700                   | 258,30     | 99               | 200 071 371   | Communauté de communes     | 15. Dezember 2016 |
| Bugey Sud                          | 41/41                        | 34.086                   | 624,01     | 55               | 200 040 350   | Communauté de communes     | 1. Januar 2014    |
| Côtière à Montluel                 | 9/9                          | 25.504                   | 127,49     | 200              | 240 100 610   | Communauté de communes     | 28. Dezember 1993 |
| Dombes                             | 36/36                        | 40.570                   | 631,20     | 64               | 200 069 193   | Communauté de communes     | 1. Dezember 2016  |
| Dombes Saône Vallée                | 19/19                        | 40.893                   | 179,48     | 228              | 200 042 497   | Communauté de communes     | 1. Januar 2014    |
| Haut-Bugey Agglomération           | 42/42                        | 63.653                   | 688,99     | 92               | 200 042 935   | Communauté d’agglomération | 1. Januar 2014    |
| Mâconnais Beaujolais Agglomération | 1/39                         | 79.589                   | 298,20     | 267              | 200 070 308   | Communauté d’agglomération | 8. Dezember 2016  |
| Miribel et du Plateau              | 6/6                          | 25.161                   | 65,56      | 384              | 240 100 800   | Communauté de communes     | 31. Dezember 1997 |
| Pays de Gex                        | 27/27                        | 104.770                  | 404,85     | 259              | 240 100 750   | Communauté d’agglomération | 31. Mai 1995      |
| Plaine de l’Ain                    | 53/53                        | 82.840                   | 711,60     | 116              | 240 100 883   | Communauté de communes     | 15. Dezember 2002 |
| Rives de l’Ain-Pays du Cerdon      | 14/14                        | 14.873                   | 170,38     | 87               | 200 029 999   | Communauté de communes     | 25. November 2011 |
| Terre Valserhône                   | 12/12                        | 21.657                   | 225,76     | 96               | 240 100 891   | Communauté de communes     | 30. Dezember 2002 |
| Usses et Rhône                     | 3/26                         | 21.475                   | 273,69     | 78               | 200 070 852   | Communauté de communes     | 1. Januar 2017    |
| Val de Saône Centre                | 15/15                        | 21.022                   | 157,58     | 133              | 200 070 118   | Communauté de communes     | 6. Dezember 2016  |
| Veyle                              | 18/18                        | 23.254                   | 211,96     | 110              | 200 070 555   | Communauté de communes     | 8. Dezember 2016  |
| Villefranche Beaujolais Saône      | 1/17                         | 73.717                   | 167,66     | 440              | 200 040 590   | Communauté d’agglomération | 1. Januar 2014    |